# Żupałek plamisty
Żupałek plamisty (Libelloides macaronius) – ponto-medyteranejski gatunek sieciarki (Neuroptera) z rodziny żupałkowatych (Ascalaphidae) tworzący liczne formy barwne. Ze względu na skomplikowaną budowę oczu i czułków jest obiektem zainteresowania wielu dziedzin nauki. Stał się organizmem modelowym w badaniach narządu wzroku owadów. 

## Występowanie
Jest znany ze środkowej, wschodniej i południowej Europy oraz z palearktycznej części Azji. W okołośródziemnomorskiej części zasięgu jest gatunkiem pospolitym i szeroko rozprzestrzenionym. Preferuje otwarte tereny porośnięte trawą.

## Morfologia i ekologia
Jest aktywnym drapieżcą, polifagiem przystosowanym do polowania w locie (z dużą prędkością) na małe owady. Chwyta ofiary silnymi odnóżami, a mocne żuwaczki umożliwiają mu zjadanie owadów nawet o silnie zesklerotyzowanych powłokach ciała. Sprawne polowanie ułatwia tej sieciarce zdolność widzenia w zakresie ultrafioletu. Specyficzna struktura oczu złożonych tego owada umożliwia mu dostrzeganie małych obiektów z dużej odległości. Budowa czułków zawierających w sobie co najmniej cztery typy receptorów (mechano-, chemo-, higro- i termoreceptory) sugeruje dużą ich zdolność do wykrywania różnorodnych bodźców. Odkrycie tych rzadkich cech spowodowało, że L. macaronius stał się jednym z lepiej poznanych gatunków sieciarek.

## Taksonomia
Gatunek został opisany naukowo w Entomologia Carniolica (1763) pod nazwą Papilio macaronius. Autorem opisu jest Giovanni Antonio Scopoli. Później zaliczono tego owada do rodzaju Ascalaphus, a w 1972 szwedzki entomolog Bo Tjeder przeniósł go do rodzaju Libelloides.
W Europie wyróżniono dwie formy barwne tej sieciarki (macaronius i kolyvanensis), jednak nie mają one znaczenia taksonomicznego. Pozostałe formy barwne oraz liczne podgatunki również są kwestionowane z taksonomicznego punktu widzenia. Różnią się kolorem żyłek w ciemnych polach przednich skrzydeł, ale różnice te nie znajdują odzwierciedlenia w zoogeografii i morfologii gatunku. Uważane są raczej za odchylenia osobnicze.
Prawdopodobnie L. macaronius może się krzyżować z Libelloides longicornis tworząc hybrydy Libelloides macaronius x longicornis.

## Obecność w faunie Polski
Libelloides macaronius został zaliczony do fauny Polski, choć – prawdopodobnie – nigdy nie został wykazany z dzisiejszego terytorium kraju. Informacje podawane w starszej literaturze dotyczą raczej pokrewnego gatunku Libelloides coccajus, który mógł być stwierdzony w Polsce pod koniec XVIII wieku. 